# Långtjärnet (Ärtemarks socken, Dalsland)
Långtjärnet är en sjö i Bengtsfors kommun i Dalsland och ingår i Göta älvs huvudavrinningsområde.